# Сокіл (геральдика)
Сокіл — геральдична тварина, яка менш поширена у геральдиці порівняно з орлом.

## Зображення
Іноді його зображують у гербі з оздобленою шапкою. На ній можуть бути хатискачі або дзвіночки. На шиї він часто носить невеликий дзвіночок. Дзвіночки також прикріплені до обох лапок. Порівняно з орлом, розмір сокола на гербі також відповідно менший.
Колірна схема сокола подібна до інших геральдичних тварин. Сокіл може бути зображений на гербі як у польоті, так і сидячи або дуже схожим на справжнього. Про те, чи це сокіл, можна дізнатися з опису герба (блазона). Ясність зображення не завжди дозволяє з упевненістю ідентифікувати птаха.

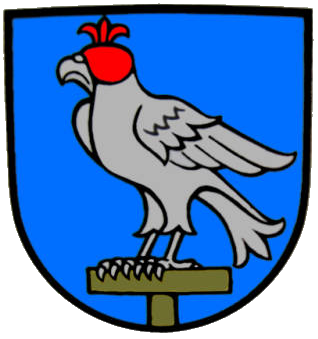
Мисливський сокіл з капелюхом - Фельдберг (Баден-Вюртемберг)
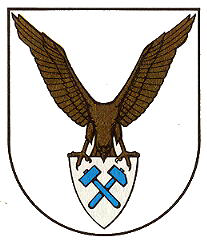
Сокіл, що ширяє - Фалькенштайн (Саксонія) (до 1990)
Сокіл, що ширяє - Лар (Північний Рейн-Вестфалія) (до 1990)
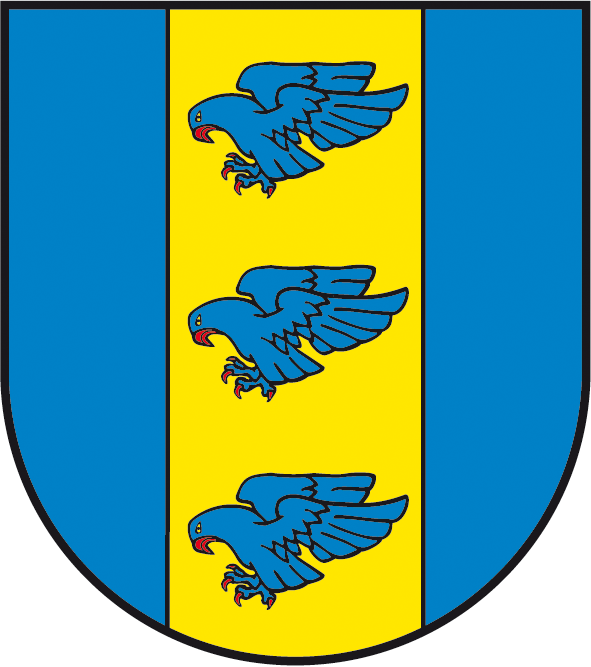
Три сині соколи з червоним озброєнням, що спускаються в стовпі - Кьочліц
Готовий до польоту сокіл - Обераудорф
З розкритими крилами - Пфронтен
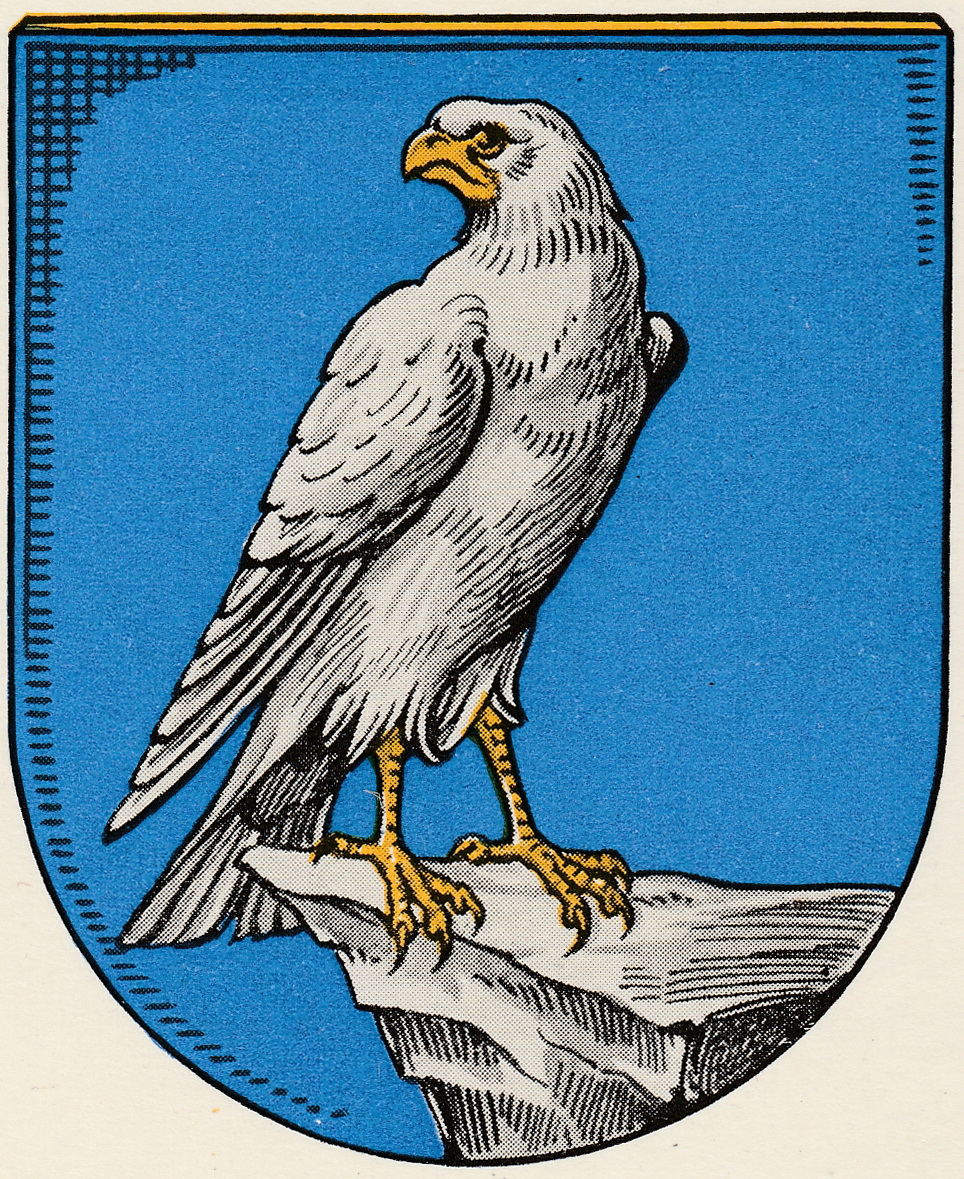
Озираючись на срібній скелі - Ротт (Гойєрсгаузен)
У польоті - Віш (Північна Фризія)
При наближенні - Тіннінгштедт
Три соколи в шапочках - Фредеріксберг (муніципалітет)
Промовистий герб - Соколов (місто)
Немодлін
Сокіл у польоті - Слов'янськ
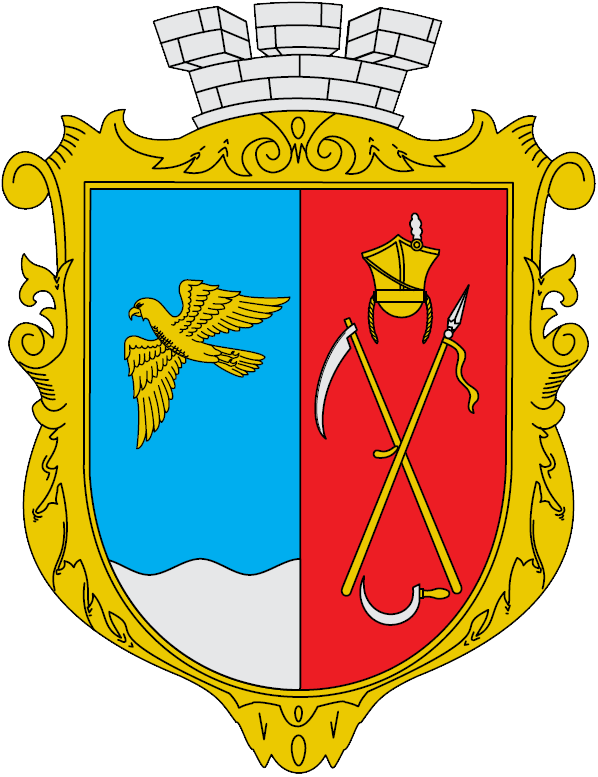
Вознесенськ (попередня назва міста – Соколи)
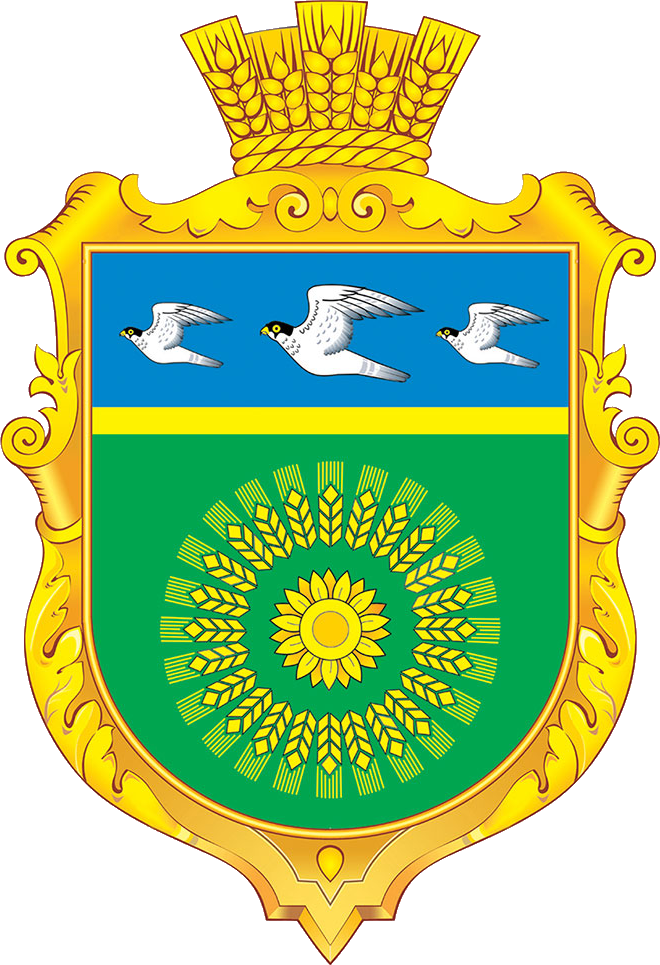
Костянтинівка (Пологівський район)
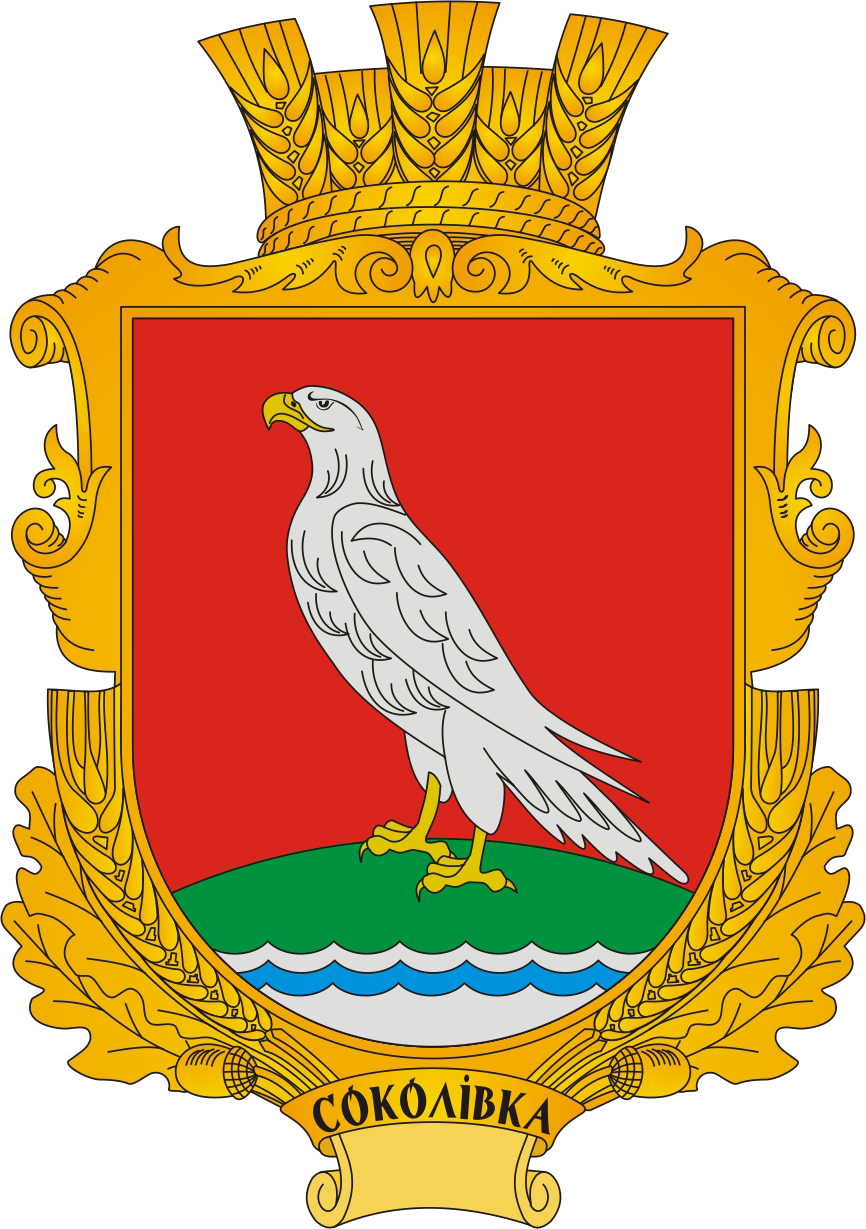
Соколівка (Хмельницький район)
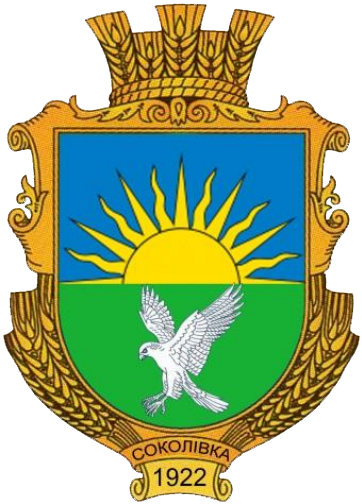
Соколівка (Кам'янець-Подільський район)
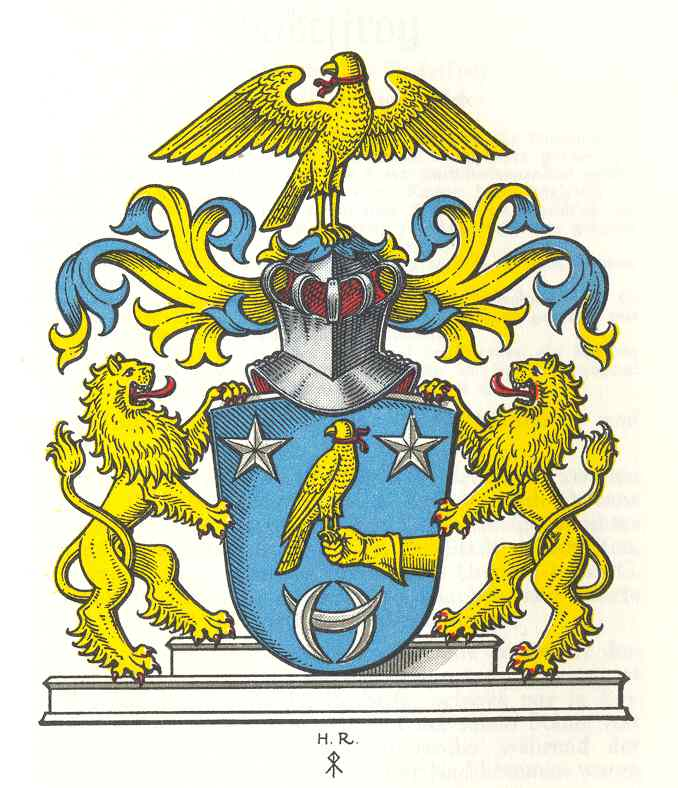
Соколи в гербі та гербі роду Годфруа
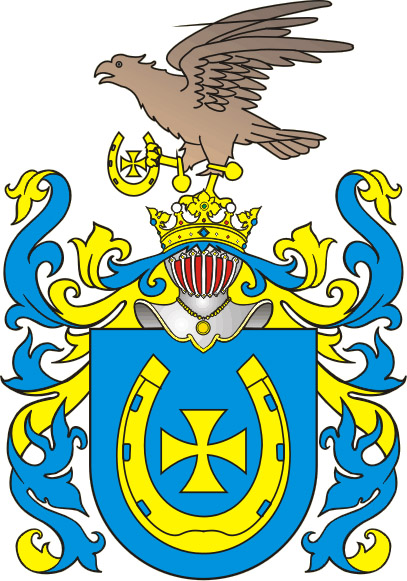
Сокіл гербі Ястшембець (герб)
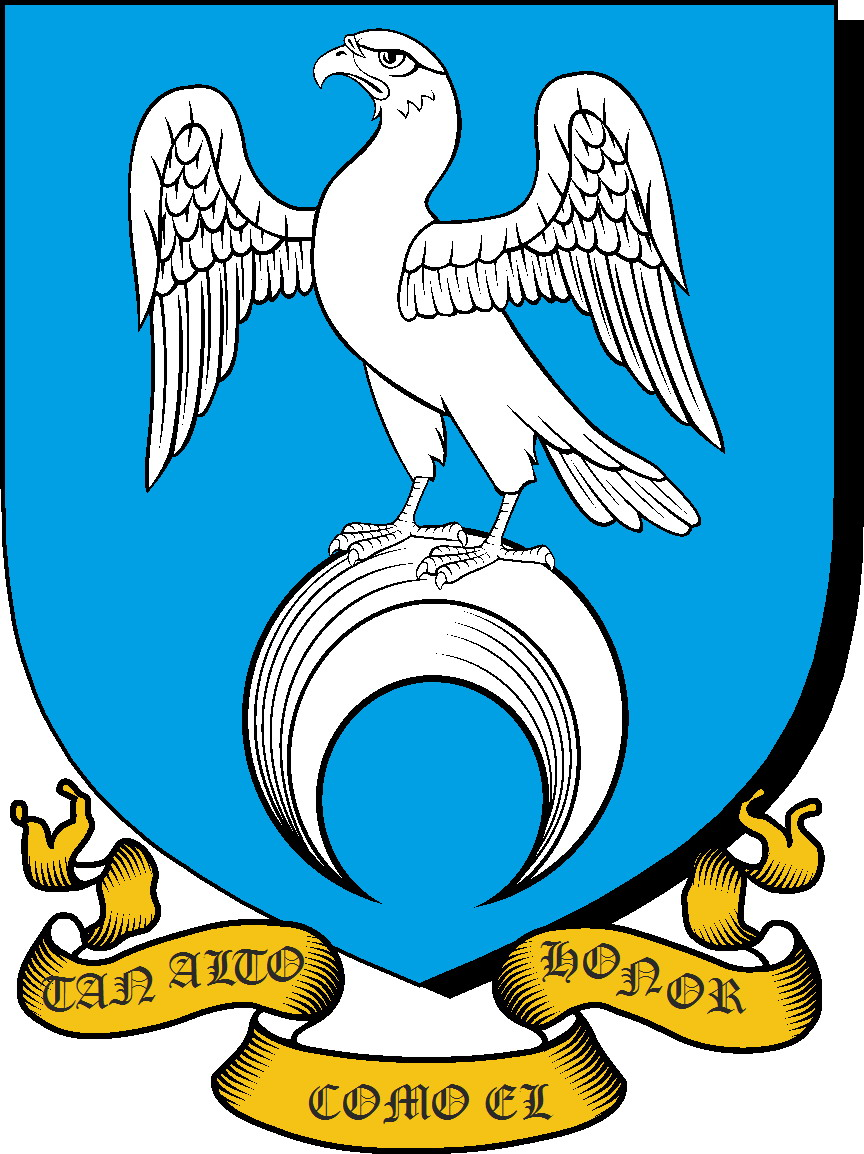
Дім Аринів - Гра престолів

## Інтерпретація
У середньовічній геральдиці сокіл не є улюбленою твариною, оскільки це тварина-слуга і тварина-невільник.
Він більш поширений як більш сучасний промовистий герб (наприклад, Фалькенштайн (Саксонія), Фельдберг (Баден-Вюртемберг), Фалькенберг (Нижня Баварія) або Фалькенштайн (Саксонія-Ангальт)) або пряме посилання на соколине полювання та полювання на приманку — тоді також можуть бути зображеними таке начиння, як дзвіночки (бубонці) і капюшон.
Сучасна інтерпретації символу:
- Мужність та сміливість.
- Швидкість та летючість.
- Влада та шляхетність.
- Захист та військовий дух.
- Полювання.

## Герб із соколами
У державних гербах Сирії, Кувейту, Об'єднаних Арабських Еміратів і Лівії є курайський яструб. Герб Судану — птах-секретар.
Муніципалітети теж мать герб із соколом. ЦеФалькенштейн (Верхній Пфальц), Фальквіллер, Шоттен, Маркт-Швабен і Соколов (Фалькенау-ан-дер-Егер). Денклінген показує освячення на своєму гербі.
У 2011 році бойові підрозділи німецької оперативної групи Кундуз III (навчально-захисний батальйон II/2011), які діяли в неспокійному районі Чар-Дарах в Афганістані під час місії МССБ, заявили, що вони обрали своєю геральдичною твариною сокола, щоб їх представляла горда тварина та висловити повагу до афганського населення.

## Сокіл як геральдичний щит

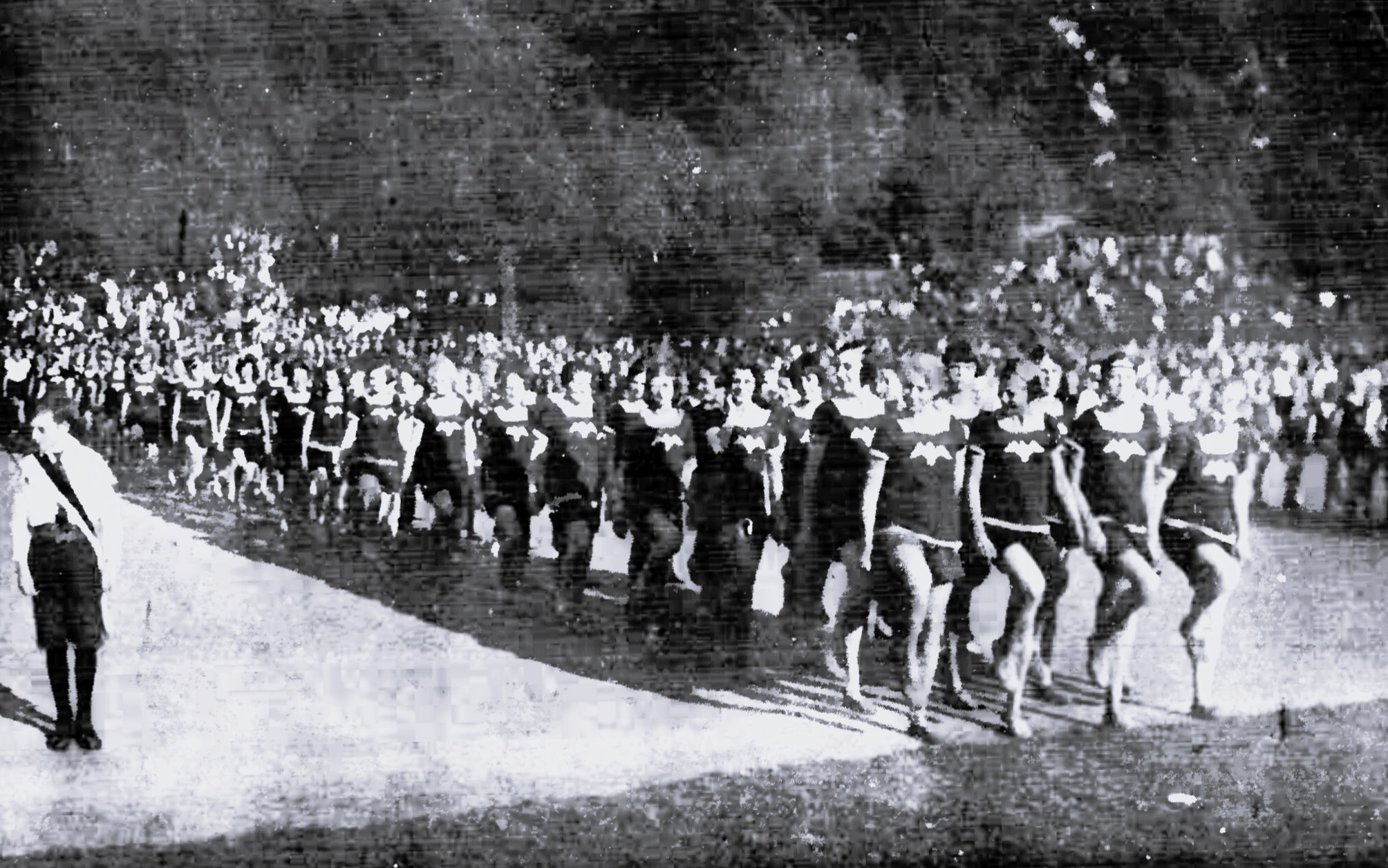
Парад відділу «Ліцей на Фалькенплац» (1925) для художньої гімнастики на бойових іграх на Буніамсхофі

Особливістю геральдики є зображення сокола як геральдичного щита. Сокіл утворює край щита з піднятими догори крилами і замінює звичайний геральдичний герб. Прикладом може служити герб Кувейту.

## Сокіл як тезка орденів
Сокіл дав назву п'ятикласному ордену Білого Сокола, у Великому герцогстві Саксен-Веймар-Айзенаському.